# Ljótólfur Goði
Ljótólfur goði Alreksson más conocido como Ljótólfur Goði fue un caudillo vikingo y goði de Svarfaðardalur, Islandia en el siglo IX. Su historia está relacionada con la colonización de la región. Según la saga de Svarfdæla, principal fuente de información sobre su figura histórica, Ljótólfur fundó su hacienda en Hóf y obtuvo dominio sobre la mitad oriental del valle, mientras que Þorsteinn svarfaður Rauðsson de Grund, con quien mantenía un contencioso territorial, ocupaba la mitad occidental. Su padre se llamaba Alrekur Hrappsson y junto al hermano de éste, Hróðgeir hvíti Hráppsson (el Blanco, n. 835), colonizaron Skeggjastaður, en Langanesströnd. Las fuentes no mencionan su matrimonio, pero tuvo tres hijos Þorgeir inn óði, Æsa y Valla-Ljótur, el último personaje de la saga que lleva su nombre Saga de Valla-Ljóts.